# جاي-ليغ جيكيو وينينغ إليفن 2001
جاي ليغ جيكيو وينينغ إليفن 2001 (بالإنجليزية: J-League Jikkyō Winning Eleven 2001)‏ ، هي لعبة فيديو من نوع رياضة كرة قدم ، أنتجها شركة كونامي اليابانية عام 2001 بترخيص من دوري الدرجة الأولى الياباني.

## وصلة خارجية
اللعبة في موقع جيم سبوت